# Terskej-Alatau
Der Terskej-Alatau (kirgisisch Терскей Ала-Тоо; russisch Терскей-Алатау) ist ein bis 5216 m hohes Hochgebirge in Kirgisistan (Zentralasien).
Der Terskej-Alatau, der ein Teilgebirge des Tianshan darstellt, befindet sich im Osten von Kirgisistan südlich des großen Sees Yssyk-Köl. Im Osten und Südosten geht er in das Kokschaal-Tau-Gebirge über, das die höchsten Gipfel des Tianshan (bis 7439 m) enthält. Nach Süden geht die Berglandschaft über Hochgebirgstäler fast nahtlos in das Kuiljutau-Gebirge (bis 5281 m hoch) über. In Richtung Süden und Südwesten fällt das Gebirge zum Tal des Naryn ab. Nach Westen schließen sich weitere Hochgebirge in Kirgisistan an. Der Terskej-Alatau erstreckt sich über eine Länge von 375 km.
Durch den Terskej-Alatau verläuft der Kyrgyzstan Trail, ein 2007 neu konzipierter Weitwanderweg, der die Gebirgsketten der Yssyk-Köl-Region in Kirgisistan erschließt und miteinander verbindet.

## Berge
Der höchste Berg des Terskej-Alatau ist der Pik Karakol (5216 m).
Weitere bedeutende Berge sind der Pik Dschigit (5170 m), der Pik Jelzin (früher Ogus-Baschi; 5168 m) und der Pik Bljuchera (4780 m).

## Sehenswürdigkeiten
Sehenswert sind unter anderem die Sandsteinfelsen Sieben Bullen nahe der Ortschaft Dscheti-Ögüs, die heißen Quellen von Altyn Araschan sowie der Bergsee Alaköl.

## Galerie

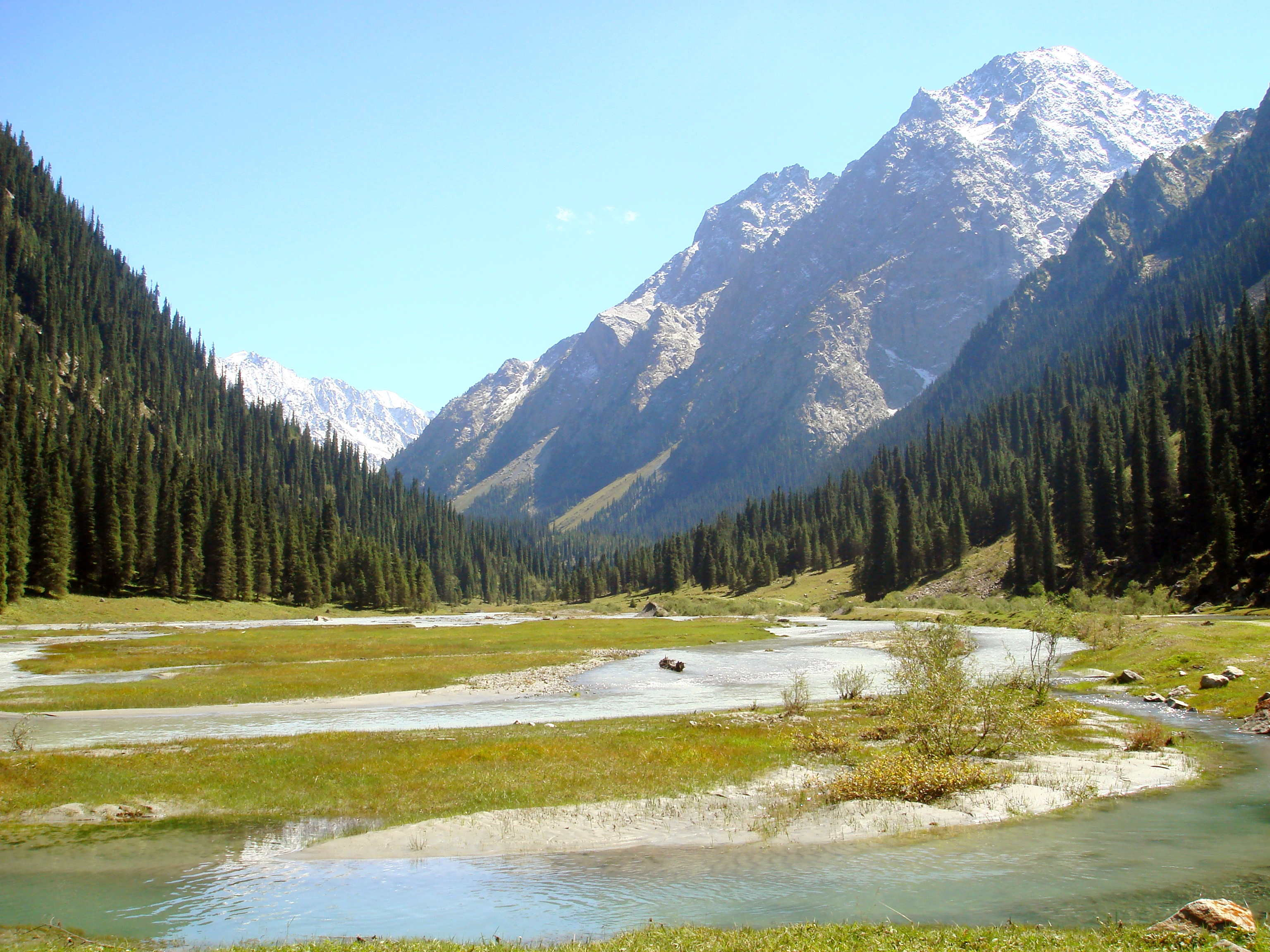
Tal des Flusses Karakol
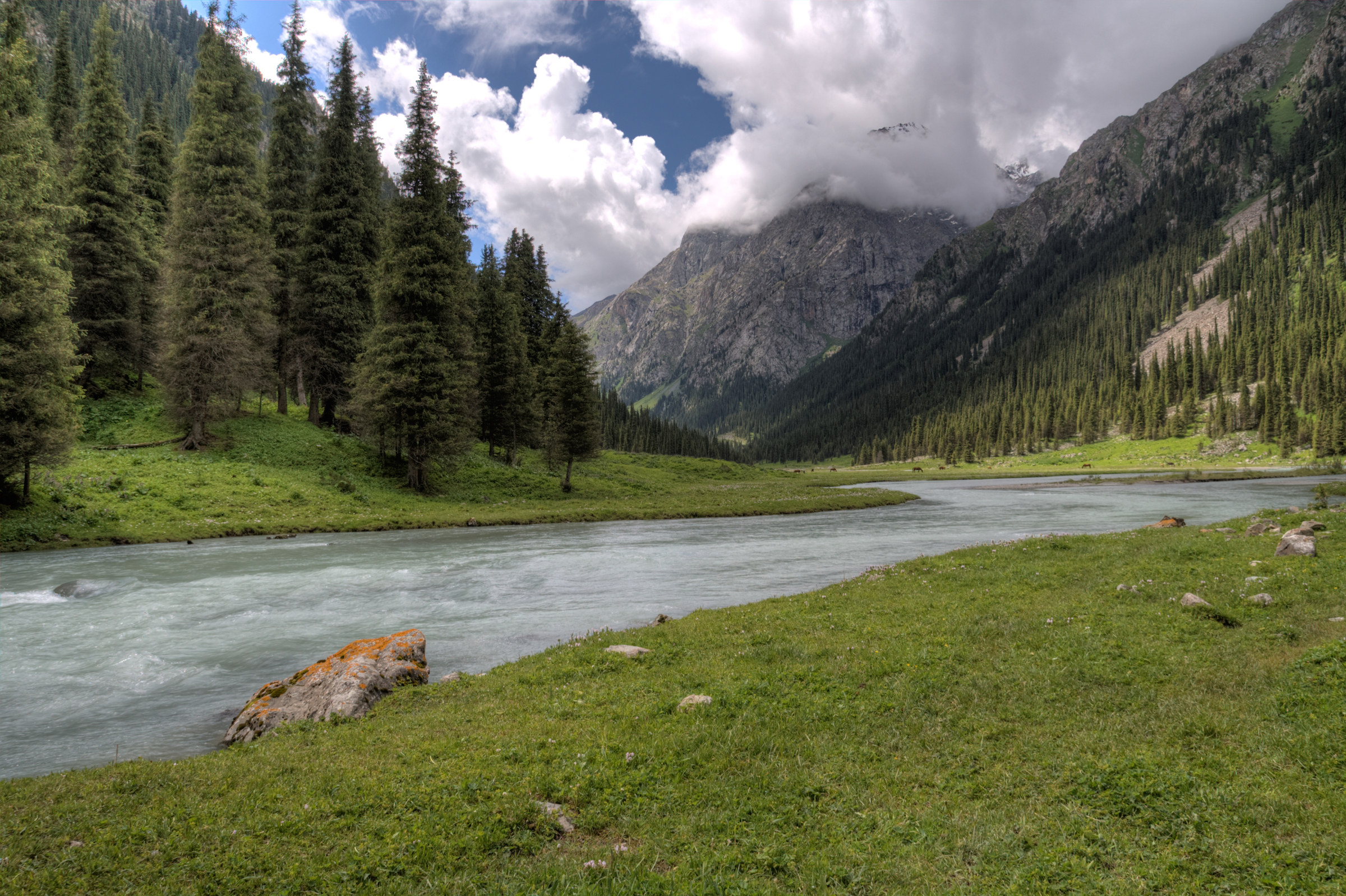
Tal des Flusses Karakol
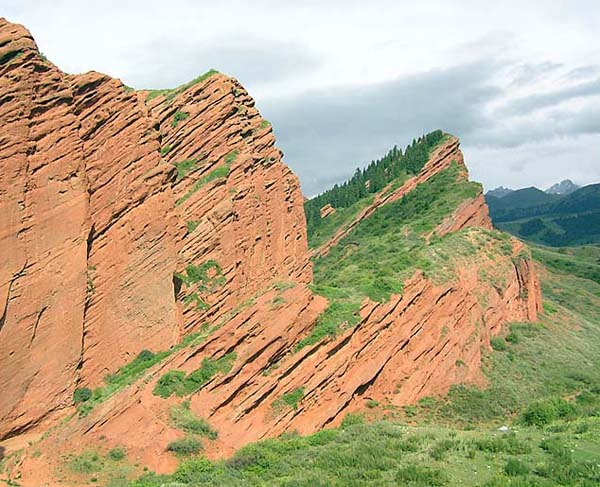
Felsen Sieben Bullen nahe Dscheti-Ögüs